# Alsószivágy
Alsószivágy (románul Asuaju de Jos) falu Romániában, Máramaros megyében.

## Fekvése
Máramaros megyében, Felsőszivágytól délkeletre, Felsőszivágy és Bükkörményes között fekvő település.

## Nevének eredete
A település régi Aszuágy neve a magyar aszó (száraz) völgy; időszakos vízfolyás és az ágy (meder) főnév összetételéből ered.

## Története
Alsószivágy, vagy régi nevén Aszuág, Aszuágy nevét 1391-ben említették először az oklevelek. A települést a szomszédos Felsőszivágy településsel együtt Középszolnok vármegyéből csatolták e megyéhez.
Nevét az idők során többféle formában írták, így 1391-ben Izlaug, 1394-ben Iziuagh, 1394-ben Also Azywagh 1569-ben Alsozywagy, 1595-ben Also Ziwagh néven.
Az Erdőalja kerülethez tartozó két királyi falut Alsó- és Felsőszivágyot 1390 után Mária királynő Szász fiainak; Balknak, Drágnak és Jánosnak adományozta.
1391-ben Zsigmond király parancsára beiktatták a két Aszuágy birtokába Balk és Drág vajdákat, máramarosi és ugocsai ispánokat is új adomány címén.
1424-ben Bélteki Balk fiának Sandrinnak fiai: János és László, valamint Drág fiai: György és Sandrin birtokaikon megosztoztak. Alsó- és Felsőaszuágy Drágnak és fiainak: Györgynek és Sandrinnak jutott.
1475-ben a település a Drágfiak birtokaihoz tartozott.
1569 előtt a Báthoryak voltak birtokosai, azonban 1569-ben János Zsigmond a hűtlenségbe esett Báthory György birtokát Felsőszivággyal együtt idősebb Gyulafi Lászlónak adományozta.
1797-es összeíráskor Alsószivágy birtokosai báró Bornemissza József, gróf Bethlen Sámuel, gróf Gyulai József, Bethlen Gergely, Toroczkai Ágnes és Teleki Imre voltak.,
1847-ben végzett népszámláláskor Alsószivágynak 902 lakosa volt, melyből 900 görögkatolikus és 2 izraelita.
A trianoni békeszerződés előtt Alsószivágy Szilágy vármegye Szilágycsehi járásához tartozott.

## Nevezetességek
- Görögkatolikus fatemploma 1772-ben épült. Anyakönyvet 1824-től vezetnek.

## Népviselet, népszokások
Alsószivágy lakosainak téli felső ruhája a gallértalan fehér guba volt.